# 다이앤 위스트
다이앤 위스트(Dianne Wiest, 1948년 3월 28일 ~ )는 미국의 배우이다. 《한나와 그 자매들》(1986)과 《브로드웨이를 쏴라》(1994)로 아카데미 여우조연상을 두 차례 수상하였다.

## 출연 작품

### 영화
- 자유의 댄스 (1984)
- 카이로의 붉은 장미 (1985)
- 한나와 그 자매들 (1986)
- 9월 (1987)
- 로스트 보이 (1987)
- 라디오 데이즈 (1987)
- 재회의 거리 (1988)
- 우리 아빠 야호 (1989)
- 가위손 (1990)
- 꼬마 천재 테이트 (1991)
- 브로드웨이를 쏴라 (1994)
- 버드케이지 (1996)
- 프랙티컬 매직 (1998)
- 아이엠 샘 (2001)
- 댄 인 러브 (2007)
- 시네도키, 뉴욕 (2008)
- 래빗 홀 (2010)
- 라스트 미션 (2018)
- 퍼펙트 케어 (2020)

### 텔레비전
- 로앤오더: 범죄 전담반 (2000-02)
- 인 트리트먼트 (2008-09)
- 라이프 인 피시즈 (2015-19)
- 메이어 오브 킹스타운 (2021-23)

## 수상 경력
- 1986년 유타비평가협회상 여우조연상
- 1986년 제51회 뉴욕비평가협회상 여우조연상
- 1986년 제7회 보스턴비평가협회상 여우조연상
- 1987년 제58회 미국비평가협회상 여우조연상
- 1987년 제12회 LA비평가협회상 여우조연상
- 1987년 제21회 전미비평가협회상 여우조연상
- 1987년 제59회 아카데미시상식 여우조연상
- 1994년 캔자스시티비평가협회상 여우조연상
- 1994년 남동부비평가협회상 여우조연상
- 1994년 텍사스비평가협회상 여우조연상
- 1994년 유타비평가협회상 여우조연상
- 1994년 제7회 시카고비평가협회상 여우조연상
- 1994년 제59회 뉴욕비평가협회상 여우조연상
- 1994년 댈러스-포트워스 비평가협회상 여우조연상
- 1995년 제52회 골든글로브시상식 여우조연상
- 1995년 제20회 LA비평가협회상 여우조연상
- 1995년 제29회 전미비평가협회상 여우조연상
- 1995년 제1회 미국배우조합상 영화부문 여우조연상
- 1995년 제10회 인디펜던트스피릿어워즈 여우조연상
- 1995년 제67회 아카데미시상식 여우조연상
- 1995년 아메리칸코미디어워즈 가장재미있는 여자조연배우상
- 1997년 아메리칸코미디어워즈 가장재미있는 여자조연배우상
- 1997년 블록버스터엔터테이너어워즈 코미디부문 여자조연배우상
- 1998년 제50회 에미상 드라마부문 여우게스트상
- 2004년 제9회 새틀라이트시상식 TV영화/미니시리즈부문 여우주연상
- 2008년 그레이스어워즈 드라마부문 여우조연상
- 2008년 제60회 에미상 드라마부문 여우조연상